# Базаров, Реджеп
Реджеп Базаров (туркм. Rejep Bazarow; род. 1958, Амыдеря, Тельманский район) — туркменский государственный и политический деятель. Заместитель Председателя Кабинета Министров Туркменистана (с 2016 года). Один из кандидатов в президенты Туркмении на выборах 2012 года.

## Биография
В 1975 году поступил в Туркменский сельскохозяйственный институт, окончил его в 1980 году по специальности врач-ветеринар.
Трудовой путь начал старшим ветеринаром в дайханском объединении «Амыдерья» Губадагского этрапа, вскоре стал начальником ветеринарной службы Губадагского этрапа.
2000—2005 годах работал заведующим сельскохозяйственным отделом хякимлика Губадагского этрапа, заместителем председателя, председателем сельскохозяйственного акционерного общества «Обахызмат» Губадагского этрапа.
С 2005 по 2008 — председатель Губадагского этрапского объединения профсоюзов Дашогузского велаята.
2008—2011 годах работал заместителем хякима этрапа имени Гурбансолтан эдже по сельскому хозяйству, хякимом Губадагского этрапа.
С 2011 года — заместитель хякима Дашогузского велаята по сельскому хозяйству.
6 июля 2012 года был назначен Министром сельского хозяйства Туркменистана, 4 апреля 2014 года освобожден от должности в связи с переходом на другую работу.
В сентябре 2014 года по итогам голосования, избран руководителем Аграрной партии Туркменистана.
Был депутатом Меджлиса Туркменистана по избирательному округу № 103 «Зарпчы» Марыйского велаята. 29 апреля 2016 года Меджлис Туркменистана принял Постановление, согласно которому досрочно были прекращены полномочия депутата Меджлиса Туркменистана.
29 апреля 2016 года назначен заместителем Председателя Кабинета Министров Туркменистана.

### Семья
Женат, имеет шестерых детей.

## Участие в президентских выборах
29 декабря 2011 года зарегистрирован в качестве претендента на должность Президента Туркменистана. 9 января 2012 года выступил с предвыборной программой во Дворце культуры Рухабатского этрапа Ахалского велаята перед избирателями. Реджеп Базаров заявил что будет честно трудиться, не жалея сил и знаний, делать все от него зависящее «для ещё большего совершенствования национальной демократии». Набрал 0,28 процента голосов (4-е место).